# Пупок в массовой культуре

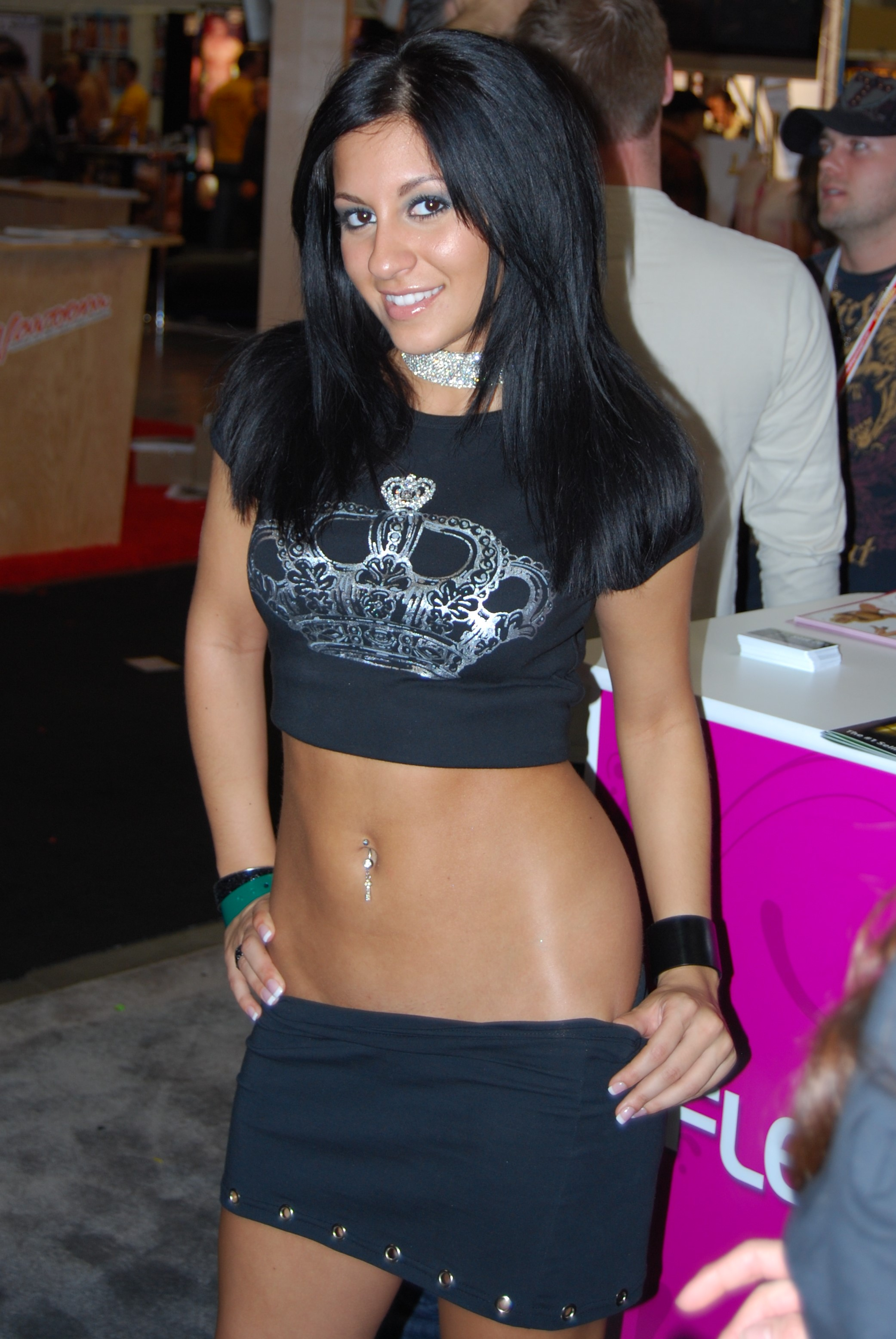
Рейвен Райли в кроп-топе, обнажающем живот и пупок

Отношение к пупку в массовой культуре неоднозначно. Со временем взгляды, обычаи и мода относительно пупка меняются и его обнажение становится более приемлемым, что отражается в дизайне одежды.

## Западная культура
В Западной культуре в некоторое время существовало табу на публичное обнажение мужской и женской талии и пупка, это считалось нескромным или неприличным и было запрещено в некоторых юрисдикциях.
Затем общественное мнение изменилось, и обнажение живота и пупка сегодня стало приемлемо, а в некоторых обществах или в определенной обстановке это стало одновременно модным и популярным, но и без критики не обошлось. Несмотря на то, что американские девушки часто носят блузки, обнажающие живот, такая одежда запрещена в некоторых школах. Также считается неуместным носить такую одежду женщинам определенных профессий на работе. Обнажение пупка у женщин обычно ассоциируется с популярностью бикини, кроп-топов и одежды с низкой посадкой.

### Кино

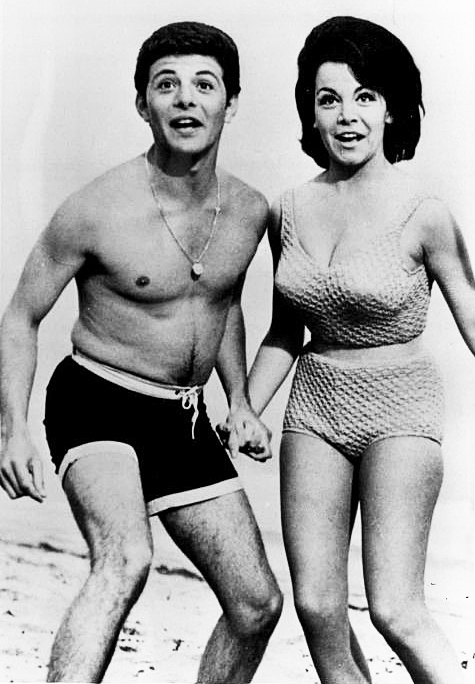
Фрэнки Авалон и Аннетт Фуничелло на рекламной фотографии к одному из фильмов серии «Пляжная вечеринка», 1963 год

В Соединенных Штатах Кодекс кинопроизводства или Кодекс Хейса, введенный после 1934 года, запретил обнажение женского пупка в голливудских фильмах. Национальный легион приличия, римско-католический орган, имевший влияние на американские СМИ, также оказывал давление на Голливуд, чтобы одежда, открывающая определенные части женского тела, такие как бикини и платья с глубоким вырезом, не демонстрировалась в голливудских фильмах.
В 1950-х цензоры запретили Джоан Коллинз обнажать пупок в фильме «Земля фараонов» (1955). Чтобы обойти правила цензоров, она носила в пупке драгоценный камень — рубин. Ким Новак также носила рубиновый камень в пупке для фильма «Джинн Иглс» (1957); в одном из интервью говорилось, что «каждый раз его приходилось приклеивать. Я заразилась от этого ужасной инфекцией». Мэрилин Монро в сцене из фильма «В джазе только девушки» (1959) была в платье, которое открывало ее кожу, но с крошечным кусочком ткани, скрывающим пупок. (Фильм был осужден Национальным легионом приличия, но по другим причинам.)
К 1960-м годам стандарты сообщества изменились. Мэрилин Монро разрешили обнажить свой пупок в фильме «Что-то должно случиться» (1962), она это затем прокомментировала: «Я думаю, цензоры готовы признать, что есть у всех пупок». Урсула Андресс, сыгравшая роль Медового всадника в фильме о Джеймсе Бонде 1962 года «Доктор Ноу», носила свое культовое белое бикини, обнажающее ее живот и пупок. Однако, когда Аннетт Фуничелло снялась в своем первом фильме о пляже «Пляжная вечеринка» (1963), Уолт Дисней, у которого был контракт, настаивал на том, чтобы она носила только скромные купальные костюмы и закрывала пупок, хотя она была лишь одной из множества молодых женщин в фильме, не одетых в бикини. В фильме 1967 года «Следуйте за верблюдом» актриса Анита Харрис надела драгоценный камень на пупок для сцены танца живота.

#### 1980-е
Открытый пупок стал обычным явлением в музыкальной культуре ХХ-го века, начиная с 1980-х, когда многие успешные поп-звезды появлялись на сцене и за ее пределами и в музыкальных клипах с обнаженным животом, обычно в кроп-топе, включая Мадонну, во время выступления. В 1983 году она вызвала споры, когда надела кроп-топ из сетки в своем клипе на песню «Lucky Star». Журнал People написал, что Мадонна сделала своей визитной карточкой голый пупок.

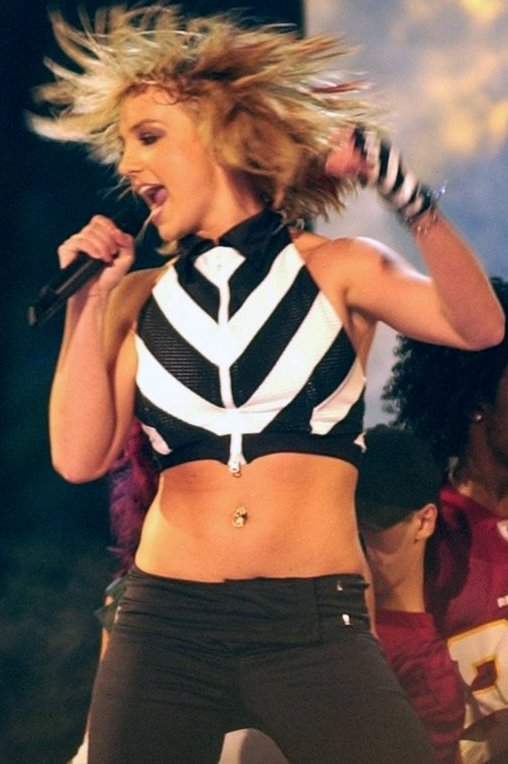
Бритни Спирс выступает в 2003 году

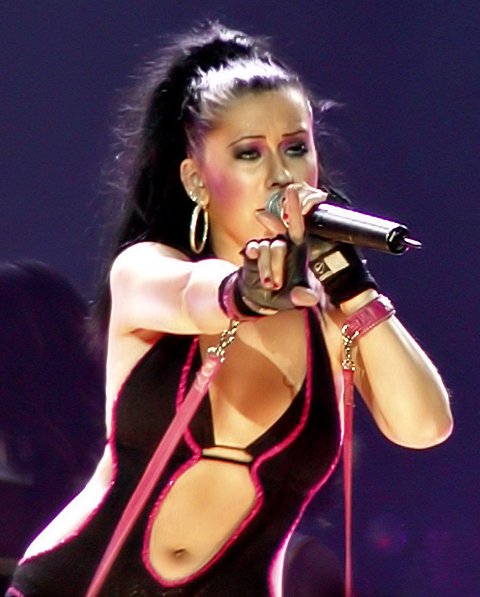
Пупок американской певицы Кристины Агилера

#### 1990-е и 2000-е годы
В начале 1990-х канадская кантри-певица Шанайа Твейн появлялась в джинсах с низкой посадкой, обнажая живот и пупок, в своих музыкальных клипах и выступлениях. Считается, что Дженнифер Лопес положила начало тенденции обнажать пупок на сцене и на красных дорожках. Говорят, у Кристины Агилеры самый узнаваемый пупок в истории. В 2001 году редакторы Britannica написали статью о Бритни Спирс, в которой обсуждают ее голый живот. Она была главным вдохновителем тенденции пирсинга пупка. Журнал Spin выбрал пупок Мадонны в качестве «самой невероятной» части тела рок-звезды для репортажа в сентябре 2005 года. Грегорио Люк, бывший директор Музея латиноамериканского искусства, проводивший лекции о пупках, сказал: «Пупок был признаком красоты у разных богинь, таких как Астарта, Венера или Афродита. Мы спрашиваем, что красивее, идеально круглый пупок Джейн Фонда или кофейное зернышко Ракель Уэлч? Каждая звезда от Мадонны до Шакиры с гордостью демонстрирует свой пупок».

### Мода

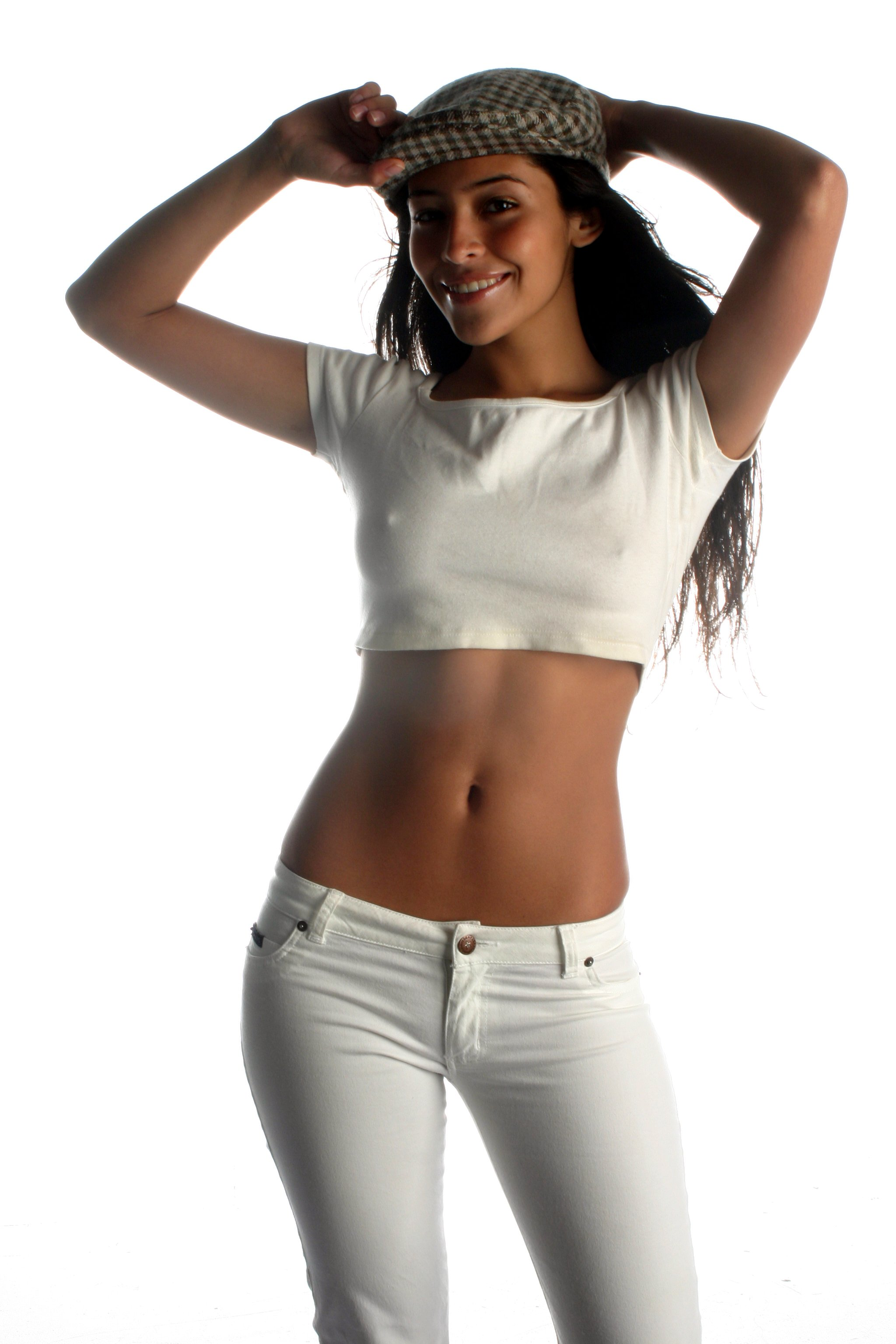
Женщина в кроп-топе и брюках с заниженной талией, обнажающих живот и пупок.

Открытый живот обычно ассоциируется с кроп-топом, часто в сочетании с одеждой с низкой посадкой. Еще один способ обнажить пупок — это платье или топ с глубоким вырезом ниже линии талии.
Производство одежды с низкой посадкой началось в начале 1990-х годов, когда британский журнал The Face представил Кейт Мосс в джинсах с низкой посадкой на обложке мартовского номера 1993 года. Такие модели, как Жизель Бюндхен, часто выставляют живот напоказ.